# Sicuta versions
Sicuta és un grup de música d'origen osonenc que versiona grans èxits de diversos estils i èpoques. El grup actua des de 2019 en diversos festivals de música, festes populars i festes majors.
El nom "Sicuta" fa referència a la beguda de cicuta, el verí que va ingerir Sòcrates en ser condemnat a mort per corrompre la joventut i no creure en els déus. La banda sorgeix l'any 2019 de la idea d'uns quants integrants de Sant Andrew's Band, un grup de música local iniciat a Tona (Osona) per fer de taloners als concerts joves de la Festa Major d'Estiu.